# Gle Tungkob
Gle Tungkob är en kulle i Indonesien.   Den ligger i provinsen Aceh, i den västra delen av landet, 1 800 km nordväst om huvudstaden Jakarta. Toppen på Gle Tungkob är 135 meter över havet, eller 98 meter över den omgivande terrängen. Bredden vid basen är 5,8 km.
Terrängen runt Gle Tungkob är platt åt nordost, men åt sydväst är den kuperad. Havet är nära Gle Tungkob österut. Närmaste större samhälle är Sigli, 13,4 km sydost om Gle Tungkob. 